# سی و هشتمین جشنواره جهانی فیلم فجر
سی و هشتمین جشنوارهٔ جهانی فیلم فجر از ۵ تا ۱۲ خرداد ۱۴۰۰ در شهر تهران برگزار شد. دبیر این دوره از جشنواره محمدمهدی عسگرپور بود. و سیمرغ زرین بهترین فیلم به نور طبیعی اثر دینش نادْی از کشور مجارستان تعلق گرفت.
پردیس چارسو کاخ جشنواره، و سینما آزادی و سالن روباز سینمای کانون پرورش فکری کودکان و نوجوانان دیگر سینماهای نمایش‌دهندهٔ فیلم‌های جشنواره بودند.

## هیئت داوران
اسامی هیئت داوران بخش‌های مختلف جشنواره به این شرح است:

### سینمای سعادت
- میریانا کارانوویچ از صربستان
- بریلانته مامندوزا از فیلیپین
- لیلا پاکالنینا از لتونی
- اِلما تاتاره‌گیج از بوسنی و هرزه‌گوین
- مورتن کاوفمان از دانمارک
- فاطمه معتمدآریا، بازیگر ایرانی
- شهرام مکری، کارگردان و فیلمنامه‌نویس ایرانی

### جلوه‌گاه شرق
- فاطما الرماهی از قطر
- دیانا آشیموا از قزاقستان
- مارینا گلبهاری از افغانستان
- محمود فاضل جوشکون از ترکیه
- مستانه مهاجر، تدوینگر ایرانی

### بین‌الادیان
- مگالی فان‌ریت از فرانسه
- مِجیمای پرِگسام از هند
- حبیب‌رضا ارزانی

### نت‌پک
- ایتالو اسپینلی از ایتالیا
- آنِ دمی ژِروئه از استرالیا
- فرهاد توحیدی، فیلمنامه‌نویس ایرانی

### فیلم‌های اول
- دینا یوردانوفا از بلغارستان
- لورِتا گاندولفی از ایتالیا
- مرتضی فرشباف، کارگردان ایرانی

### فیپرشی
- آیلین تاشچیان از ترکیه
- جووانی ویمرکاتی از ایتالیا
- امید روحانی، منتقد فیلم و بازیگر ایرانی

## فیلم‌ها

### بخش‌های اصلی
فیلم‌های زیر برای حضور در بخش‌های رقابتی جشنواره انتخاب شدند:

#### سینمای سعادت
| عنوان                       | عنوان اصلی              | کارگردان(ها)     | کشور      |
| --------------------------- | ----------------------- | ---------------- | --------- |
| میجر                        | میجر                    | احسان عبدی‌پور    | ایران     |
| شهربانو                     | شهربانو                 | مریم بحرالعلومی  | ایران     |
| گیسوم                       |                         | نوید به‌تویی      | ایران     |
| کوهستان جادویی              | Magic Mountains         | اورشولا آنتونیاک | هلند      |
| ما اینجاییم، ما نزدیکیم     | Ми є... Ми поруч        | رومن بالایان     | اوکراین   |
| جزیره دروغ                  | La isla de las mentiras | پائولا کونس      | اسپانیا   |
| عوامل انسانی                | Human Factors           | رونی تراکر       | آلمان     |
| بن‌بست                       | Zastoj                  | وینکو میدرندورفر | اسلوونی   |
| حافظ برادر                  | Okul Tıraşı             | فریت کاراهان     | ترکیه     |
| گذار؛ آخرین روزهای سامورایی | 峠 最後のサムライ       | تاکاشی کوئیزومی  | ژاپن      |
| اگر باد بایستد              | Երբ որ քամին հանդարտվի  | نورا مارتیروسیان | ارمنستان  |
| هلن                         | Helene                  | آنتی یوکینن      | فنلاند    |
| نور طبیعی                   | Természetes fény        | دینش نادی        | مجارستان  |
| معجزه                       | 기적                    | بیونگ هون‌مین     | کره جنوبی |
| بهداشت اجتماعی              | Hygiène sociale         | دنی کوته         | کانادا    |

#### جلوه‌گاه شرق
| عنوان                        | عنوان اصلی                   | کارگردان(ها)                 | کشور      |
| ---------------------------- | ---------------------------- | ---------------------------- | --------- |
| سیارک                        | سیارک                        | مهدی حسینی‌وند                | ایران     |
| صحنه‌زنی                      | صحنه‌زنی                      | علیرضا صمدی                  | ایران     |
| افسانه بناسان، غول چراغ جادو | افسانه بناسان، غول چراغ جادو | حبیب احمدزاده                | ایران     |
| ۲۰۰ متر                      | 200 متر                      | امین نایفه                   | اردن      |
| در کنار دریا                 | 海辺の彼女たち               | آکیو فوجیموتو                | ژاپن      |
| انیما                        | 莫尔道嘎                     | چاو جینلینگ                  | چین       |
| من خودم را به آتش نمی‌زنم     | 나는 나를 해고하지 않는다    | لی‌تای گیوم                   | کره جنوبی |
| در میان سایه‌ها               | Gölgeler İçinde              | اردم تپه                     | ترکیه     |
| سگ‌ها دیشب نخوابیدند          | سگ‌ها دیشب نخوابیدند          | رامین رسولی                  | افغانستان |
| به زیر آسمان و زمین          | تحت السماوات والأرض          | روی عریضه                    | لبنان     |
| سلما                         | سلمى                         | یوسف البلوشی                 | عمان      |
| جاده‌ای به بهشت               | Акыркы көч                   | باکیت موکول و دستان ژاپراولو | قرقیزستان |

### بخش‌های جنبی

#### کلاسیک‌های مرمت‌شده
| عنوان                 | عنوان اصلی             | کارگردان(ها)     | کشور                |
| --------------------- | ---------------------- | ---------------- | ------------------- |
| بدوک                  | بدوک                   | مجید مجیدی       | ایران               |
| آن‌سوی آتش             | آن‌سوی آتش              | کیانوش عیاری     | ایران               |
| دختر لر               | دختر لر                | اردشیر ایرانی    | ایران               |
| سفر سنگ               | سفر سنگ                | مسعود کیمیایی    | ایران               |
| شارل مرده یا زنده     | Charles mort ou vif    | آلن تنر          | سوئیس               |
| سرنوشت یک انسان       | Судьба человека        | سرگئی باندارچوک  | اتحاد جماهیر شوروی  |
| کودکی ایوان           | Ива́ново де́тство        | آندری تارکوفسکی  | اتحاد جماهیر شوروی  |
| مجنون                 | Le Fou                 | کلود گورتا       | سوئیس               |
| عصر باشکوه            | Le Grand Soir          | فرانسیس رُیسر     | سوئیس               |
| چهارصد ضربه           | Les Quatre Cents Coups | فرانسوا تروفو    | فرانسه              |
| نقشه‌برداران           | Les arpenteurs         | میشل سوته        | سوئیس               |
| سفر هوایی من به ایران | Mein Persien-Flug      | والتر میتل‌هولتسر | سوئیس               |
| نان روزانهٔ ما         | Our Daily Bread        | کینگ ویدور       | ایالات متحدهٔ آمریکا |
| رخسار کودکان          | Visages d'enfants      | ژاک فیدر         | سوئیس               |

## جوایز
اختتامیهٔ جشنواره در ۱۲ خرداد ۱۴۰۰ با معرفی برندگان در پردیس چارسو انجام شد. امیر اسفندیاری مجری اختتامیهٔ بود. فهرست برگزیدگان جشنواره به این شرح است:

### سینمای سعادت
- سیمرغ زرین بهترین فیلم: نور طبیعی اثر دینش نادی
- سیمرغ سیمین بهترین کارگردانی: بهداشت اجتماعی اثر دنی کوته
- سیمرغ سیمین بهترین فیلم‌نامه: فریت کاراهان و گلستان آچت برای حافظ برادر
- سیمرغ سیمین بهترین بازیگر زن: لائورا برن برای هلن
- سیمرغ سیمین بهترین بازیگر مرد: حمید فرخ‌نژاد برای میجر
- سیمرغ سیمین بهترین فیلم کوتاه: دیوار سفید اثر آندرا بروشا و مارکو اسکوتوزی
- لوح تقدیر فیلم کوتاه: وضعیت اورژانسی اثر مریم اسمی‌خانی

### جلوه‌گاه شرق
- سیمرغ زرین بهترین فیلم: سیارک اثر مهدی حسینی‌وند عالی‌پور
- سیمرغ سیمین بهترین کارگردانی: صحنه‌زنی اثر علیرضا صمدی
- سیمرغ سیمین بهترین فیلم‌نامه: ۲۰۰ متر اثر امین نایفه
- سیمرغ سیمین برای بهترین دستاورد هنری (جایزهٔ ویژهٔ هیئت داوران): مارک لی پینگ بین برای فیلم‌برداری آنیما
- تندیس بهترین فیلم کوتاه: بیت لحم ۲۰۰۱ اثر ابراهیم حنضل
- دیپلم افتخار بهترین بازیگری: یو دا این برای من خودم را به آتش نمی‌زنم

### جایزهٔ نت‌پک
- میجر اثر احسان عبدی‌پور

### جایزهٔ محمد امین
- ایوایلو هریستوف برای هراس

### جایزهٔ بین‌الادیان
- سگ‌ها دیشب نخوابیدند اثر رامین رسولی

### فیپرشی
- ۲۰۰ متر اثر امین نایفه

### بهترین فیلم اول
- بوتاکس اثر کاوه مظاهری